# Cornaux-Les Sauges (pont celtique)
Le pont de Cornaux-Les-Sauges est un pont de bois datant de l'époque celtique. 
Il se situe dans la commune de Cornaux, dans le canton de Neuchâtel, non loin de La Tène. Il traversait la Thièle du IIIe au Ier siècle av. J.-C. jusqu'à son effondrement.
Découvert en 1965 lors de la seconde correction des eaux du Jura, il constitue un site archéologique important car il permet notamment la reconstitution d'un pont typiquement celtique en bois (c'est la première fois que l'aspect d'un pont celtique est connu avec certitude) et à ce jour, aucun équivalent n'est recensé.
La reconstitution d'une partie de cet édifice est présentée dans le parc archéologique du Laténium.

## Description
Le site de Cornaux se situe dans le pays des Trois-Lacs regroupant le lac de Morat, le lac de Neuchâtel et le lac de Bienne. Dans cet espace, pas moins de 15 ponts construits entre le Néolithique et l'époque romaine ont été découverts et mis au jour à l'occasion des travaux de correction des Eaux de Jura.
Cornaux est une commune neuchâteloise qui se trouve entre le lac de Neuchâtel et celui de Bienne. Elle est traversée par la rivière de la Thièle qui est sujette aux inondations. De plus, à environ 3 km en amont des vestiges du pont celtique se trouve le site éponyme de La Tène, très connu pour la quantité d'objets recueillis et pour la présence de deux ponts celtiques: le pont Vouga et le pont Desor. A 1 km en aval du pont de Cornaux se situe également le Pont-de-Thielle. En outre, la présence d'un pont romain qui a été presque entièrement détruit lors de la première correction des Eaux du Jura et d'une route romaine près de la zone du pont de Cornaux est attestée.
Lors de sondages et d'une excavation visant à élargir la Thielle, une grande dune fut découverte au milieu du passage séparant ainsi la plaine de l'Entre-deux-lacs en deux zones. Le pont de Cornaux/Les Sauges se trouve en aval de cette dune, ce qui le rattache au système hydraulique du lac de Bienne.
La stratigraphie du site de Cornaux-Les-Sauges ainsi que le mobilier archéologique recueillis lors des fouilles permettent aisément d'attribuer le pont et les vestiges à la période laténienne. Effectivement, la céramique, les épées, les fibules ainsi que la monnaie peuvent être datées entre La Tène C (260-150 av. J.-C.) à La Tène D2. Cependant, la majeure partie du matériel appartient à la phase de La Tène D1, c'est-à-dire entre 150 et 90 avant notre ère, ce qui situe son effondrement vers la fin du Ier siècle av. J.-C..

## Les fouilles
A l'automne 1965, dans le cadre de la deuxième correction des eaux du Jura (1962-1973), des vestiges d'un pont sont mis au jour au bord de la Thièle, sur la rive gauche (rive neuchâteloise). La direction de fouilles, conduites par des ouvriers, des étudiants et quelques archéologues, est assurée par l'archéologue suisse Hanni Schwab (1922-2004). La fouille du site débute le 2 novembre 1965 et se termine le 26 février 1966. Elles se divisent en trois campagnes successives, conduites dans des conditions climatiques difficiles, au cœur de l'hiver :
- 1re campagne du 2 au 30 novembre 1965
- 2e campagne du 27 au 31 décembre 1965
- 3e campagne du 2 au 26 février 1966[4].

Il faut attendre la récolte des champs de maïs situés dans la zone d'exploration afin de commencer les fouilles c'est-à-dire à la fin du mois d'octobre. Les conditions de ces fouilles sont particulièrement difficiles et se font dans l'urgence. Effectivement, ayant lieu en hiver les températures sont très éprouvantes pour les fouilleurs qui doivent notamment faire face à des chutes de neige. Au début du mois de décembre 1965, des tempêtes de neige rendent même impossible la poursuite de l'exploration. Lors de la seconde campagne, les infiltrations d'eau par le fond obligent l'installation de deux pompes, en fonctionnement jour et nuit, elles requièrent une surveillance constante. En janvier 1966, le sol gelé ainsi que la couche de neige force à nouveau l'arrêt des fouilles sur la zone. 
En outre, les vestiges se trouvent dans un terrain pentu et les coupes stratigraphiques menacent de s'écrouler. Il est donc primordial de terminer le plus rapidement possible. Par conséquent, les fouilles ne peuvent pas attendre d'être reprises en été, comme l'aurait souhaité le Musée national suisse qui apporte son financement. 
La zone de fouilles en bordure de rivière est relativement restreinte. Elle ne recouvre qu'une surface de 750 m2, soit 25 m de largeur sur 30 m de longueur. Néanmoins, les trouvailles sont nombreuses: des squelettes enchevêtrés sous des poutres et parmi les pieux, de la céramique, des armes, des éléments de parure, des outils, des fibules et une monnaie. 
Hanni Schwab distingue deux zones : 
- la surface de l'habitat et de la berge supérieure
- la surface regroupant la berge inférieure et le fond du lit de la Thielle[1]

Toutefois, l'archéologue Denis Ramseyer, qui a repris l'examen de la documentation des fouilles, ne pense pas que la partie haute correspond à une zone d'habitat puisqu'il n'y a pas d'élément de structure comme des traces de trous de poteaux ni de foyer qui aurait pu attester d'une occupation. De plus, il trouve improbable l'installation d'un habitat si proche de la rivière, car à tout moment, les habitations peuvent être menacées par une crue.

## Le mobilier archéologique

### La céramique
126 récipients en céramique à pâte fine façonnée au tour et à pâte grossière façonnée à la main ont été découverts sur ensemble de la zone explorée. La vaisselle à pâte fine représente environ 1/4 de la céramique et se compose de gobelets, de bouteilles et d'assiettes, alors que la vaisselle à pâte grossière regroupe des jarres, des pots, des marmites, des écuelles et une faisselle. Il s'agit d'éléments quotidiens classiques que l'on retrouve souvent dans un habitat.
Néanmoins, on observe que les éléments de poterie les mieux conservés se situent dans la partie basse du site (la berge et la nappe phréatique) alors que les tessons les plus fragmentés eux se trouvent dans la partie haute, identifiée comme la surface d'habitat par Hanni Schwab,.
La plupart de la vaisselle recueillie sur le site peut être attribuée à la phase de La Tène D1 (150-70 av. J.-C.). Toutefois, elle note la présence d'éléments qui pourraient appartenir à la phase de La Tène C (260-150 av. J.-C). Aucune forme ne pouvant correspondre à la phase de La Tène D2 (70-30 av. J.-C.) n'est attestée parmi les trouvailles.

### Les armes
Parmi les armes retrouvées, on dénombre :
- deux épées (une petite et une grande)
- deux fragments de fourreaux
- une feuille de fourreau en bronze (pliée)
- treize pointes de lances (dont une pliée et une autre voilée)
- deux pointes de flèches ou de javelots

Les armes recueillies sont souvent associées aux squelettes humains ; elles se situent sur la berge inférieure ainsi que dans le lit de la Thielle.
En ce qui concerne la datation des armes, la grande épée peut être attribuée à la période de La Tène C (260-150 av. J.-C) allant jusqu'à La Tène D (150-30 av. J.-C.), tandis que la petite appartient à la phase de La Tène D.

### Les outils et objets divers
D'autres objets métalliques ont été retrouvés sur le site de Cornaux tels que des outils : 
- un ciseau à douille
- un pioche
- une hachette merlin
- un couteau
- une serpe
- une palette en fer
- un hameçon en fer
- une baguette en fer
- un clou
- deux anneaux
- un mors de cheval[4],[2]

Contrairement aux armes, ces objets se situent sur la partie haute.

### Les objets de parures
Parmi les objets de parures présents sur le site, on dénombre :
- dix fibules en fer
- une rouelle en bronze
- une boucle d'oreille en bronze
- un anneau en bronze

Ces trouvailles se situent également dans la partie haute du site archéologique. 
D'après Hanni Schwab, certains fragments de fibules appartiennent à la phase de La Tène C (260-150 av. J.-C), tandis que les fibules entières peuvent être attribuées à la phase de La Tène D1 (150-70 av. J.-C.) - tel est le cas pour la fibule de Nauheim.  

### La monnaie
Une seule monnaie a été recueillie sur le site du pont de Cornaux/Les Sauges. Il s'agit d'une monnaie en potin dite des Séquanes découverte dans la zone haute du site. Cette copie d'une émission massaliote est caractérisée par la tête d'Apollon sur l'avers et un taureau attaquant sur le revers. Elle appartient au type A de ce genre de monnaie et peut ainsi être datée de la fin du IIe siècle avant notre ère, ce qui correspond à la phase de La Tène D.

### Les ossements animaux
Les ossements animaux retrouvés lors des fouilles sont répartis de manière significative sur le terrain archéologique. En effet, les os plus fragmentés et présentant des traces de dépeçage se concentrent dans la partie haute du site. Plusieurs espèces y sont représentées: le bœuf, le porc, la chèvre et le mouton,. Hanni Schwab suppose qu'il pourrait s'agir de restes de repas.
Les os d'animaux les mieux conservés, dont beaucoup sont encore en connexion anatomique, de même que les squelettes presque entiers se situent dans la berge inférieure et dans le fond de la Thielle. Il s'agit de quatre bœufs et d'un cheval associés aux squelettes humains. Ces ossements ne présentent pas de marques spécifiques, sauf en ce qui concerne une côte de cheval et un métatarse de bœuf. La côte revêt une petite incision latérale et un enlèvement pouvant être le résultat de coups accidentels portés par un objet tranchant lorsque l'animal a chuté. Le métatarse, quant à lui, est brisé d'une manière peu habituelle, il a éclaté sous l'effet d'une forte pression résultant d'un choc violent. 
La présence d'un squelette de loutre presque entier est également attestée sur la berge inférieure.  

### Les squelettes humains
Les restes de 21 squelettes humains ont été recueillis parmi les vestiges. La plupart a été retrouvée devant les piles au nord du pont, d'autres sous la construction ou alors au sud de cette dernière. D'autres encore étaient à mi-hauteur de la berge et sur la partie haute du site.
Parmi ces ossements, 14 hommes adultes et 2 jeunes garçons (11-14 ans) ont pu être identifiés avec certitude; 5 corps n'ont pas pu être déterminés clairement mais il s'agirait probablement de femmes,. Le groupe des 14 individus masculins comprend 4 hommes plus jeunes qui se trouvent tous dans la zone associée aux armes. Tandis que les 10 hommes restants devaient avoir plus de 40 ans et ils se situaient plus près de la berge. 
La position tordue dans laquelle les squelettes entiers ont été mis au jour témoignerait d'une mort violente. Effectivement, un individu a été retrouvé coincé sous une poutre, la colonne vertébrale d'un autre était complétement tordue avec le crâne replié sur la nuque et le squelette d'un troisième était partagé en deux parties et sa partie inférieure était toujours en connexion anatomique,. De plus, une étude anthropologique de Marc-Rodolphe Sauter a permis de montrer que des coups sur plusieurs crânes sont le résultat d'un choc provenant d'un objet long et lourd,.  
Fait rare et exceptionnel, cinq crânes contenaient encore des restes de cerveaux. Il s'agit d'un cas unique en Suisse; ces restes de cerveaux constituent même l'un des plus anciens exemples connus au monde. Le professeur G. Pilleri a pu constater la présence d'un hématome résultant d'une fracture sur l'un des crânes.

### Le pont
Le pont de Cornaux/Les Sauges était un pont celtique en bois assez fruste. Sa reconstitution par les archéologues s'est faite de manière assez aisée, il faut dire qu'un exemplaire au moins de chaque partie de la construction a été conservé. Sa charpente se compose essentiellement de bois de chêne, ce qui permet une meilleure conservation. Son assemblage ne nécessite aucun clou. Il devait mesurer 90 m de long, le tablier environ 3 m de large et était probablement composé de 16 à 20 piles (5 piles ont été retrouvés). Il franchissait la rivière à 6,5 m au-dessus du fond de la Thielle, donc à 4,1 m au-dessus de son niveau moyen.  
Grâce aux analyses dendrochronologiques, on sait que ce pont connu une première phase de construction vers 135 avant Jésus-Christ et qu'il subit une phase de réparations entre 120 et 115 avant notre ère. Denis Ramseyer interprète une planche décorée retrouvée lors de la fouille comme un élément architectural du pont alors qu'Hanni Schwab pensait qu'il s'agissait d'une partie d'un chariot. Ceci permet de poser un terminus post quem à l'effondrement de la structure à 105 av. J.-C.. Ainsi ce dernier a dû s'écrouler vers 100 avant notre ère.   

## Les interprétations
Plusieurs hypothèses ont été avancées concernant l’interprétation de ce site archéologique particulier. Néanmoins, il est encore impossible d'en confirmer une avec certitude. Le cœur du problème est de savoir s'il s'agit d'un simple accident que ce soit une crue, un tsunami ou un accident quelconque ou s'il s'agit en réalité d'un lieu de culte.
Les questionnements autour du site de Cornaux-Les-Sauges se trouvent directement prisonniers de ceux du site de La Tène, situé à seulement 3 km. En effet, les deux sites étant très proches l'un de l'autre, les archéologues ont envie d'y voir un lien. Hanni Schwab a donc suggéré que le site de La Tène a également pu être victime d'un accident semblable. Cette transposition n'a pas été du goût de toute la sphère scientifique et les archéologues ont donc tenté de démontrer que le site de Cornaux n'était pas le fait d'un accident. 
De ce fait, lorsque les scientifiques postulent une hypothèse pour le pont de Cornaux, ils pensent en réalité au site de La Tène et cela crée des interférences. Il est donc difficile de les dissocier l'un de l'autre dans les débats et une sorte de bataille se créent autour du site de Cornaux afin de légitimer les interprétations avancées pour La Tène.

### Une crue soudaine
Hanni Schwab, directrice des fouilles du pont de Cornaux/Les Sauges, affirme que l'effondrement du pont est dû à une crue soudaine, qui aurait entraîné les personnes traversant la structure au fond de l'eau. D'après elle, le niveau de l'eau aurait pu monter de 3 à 6 m et provoquer la chute du convoi. La présence de squelettes coincés sous des poutres ainsi que la position extraordinairement tordue de ces derniers démontrent, selon elle, que les hommes ainsi que les animaux ont subi l'effondrement et qu'il ne résulte en aucun cas d'une pratique sacrificielle. A son avis, le seul élément pouvant être interprété comme une offrande est la feuille de fourreau pliée, même si elle pense plus probable qu'elle ait pu être pliée pour faciliter son transport.    
La crue exceptionnelle, qui ne ressemble pas aux débordements habituels de la rivière, serait due au changement de direction de l'Aar qui aurait ainsi provoqué la catastrophe et aurait emporté les habitations sur son passage ne laissant que quelque traces. Elle transpose son raisonnement sur le site de La Tène et pense que ce dernier a aussi pu subir les effets dévastateurs d'un tel événement.   

### Un accident
Le réexamen des faits du site de Cornaux/Les Sauges par Denis Ramseyer expose les observations suivantes : 
Selon lui, six squelettes minium se sont retrouvés coincés sous des éléments du pont et les 21 individus ont été précipités dans la Thielle lors d'un unique événement. En outre la position des squelettes postule en faveur d'un accident violent. De surcroît, la localisation de ces derniers montre qu'ils ont été enfouis en eau profonde. Il pense également que si des humains et des animaux avaient été sacrifiés et jetés dans la rivière, ils auraient été immédiatement emportés par le courant (sauf si les corps avaient été préalablement lestés mais il n'y a pas de preuve d'un telle pratique). Denis Ramseyer ne constate pas non plus de trace de mise à mort pouvant être lié à un sacrifice. La céramique retrouvée sur le site correspond davantage à l’hypothèse d'un transport de marchandise qu'à des offrandes. De plus, il explique la déformation de la pointe de lance pliée par la conséquence d'un choc durant l'accident et pour le fourreau plié, il rejoint le postulat de Hanni Schwab. Pour lui, les divers objets métalliques retrouvés sur la partie haute de ce site devaient appartenir au convoi et certains ne feraient même pas partie du même événement. Finalement, il lui semble logique que les 21 personnes retrouvées sur le site ne devaient pas être seules au moment de la catastrophe, mais que les corps des autres personnes ont du être emportées par le courant.

### Un tsunami
L'hypothèse du tsunami est proposée par Jean-Pierre Garcia et Christophe Petit. Selon eux, les éléments sédimentologiques et taphonomiques du site de Cornaux s'orientent vers un événement soudain et violent provoquant un enfouissement rapide comme un tsunami. La succession sédimentaire des dépôts dans la partie inférieure du pont de Cornaux leur semble correspondre à des séquences typiques d'un tsunami. La présence de ce genre de catastrophe sur les lacs est attestée et d'après eux, il est donc tout à fait possible que la destruction du pont et la mort violente des 21 individus soient associées à ce genre de phénomène. Toutefois, cette interprétation fait encore débat parmi la communauté scientifique.

### Un lieu de sacrifice
Plusieurs archéologues, comme René Wyss, sont en désaccord avec l’interprétation proposée par Hanni Schwab. En effet, ils estiment que l'hypothèse du pont comme lieu de sacrifice se prête mieux au site. Pour eux, la présence de squelettes avec des armes au bord d'un pont laténien cadre davantage avec des pratiques cultuelles. En outre, l'attestation d'une pointe de lance pliée peut s'expliquer par une détérioration volontaire de l'objet; il en va de même pour la feuille de fourreau - des dégradations sous forme de mutilations rituelles bien attestées ailleurs dans le monde celtique,.